# Nephthytideae
Nephthytideae, afrički tribus kozlačevki, dio je potporodice Aroideae. Sastoji se od tri roda sa 14 vrsta, od kojih su sve osim jedne iz tropske Afrike, izuzetak je Nephthytis bintuluensis A.Hay, Bogner & P.C.Boyce sa Bornea.

## Rodovi
1. Anchomanes Schott,  (6 spp.), Afrika
2. Nephthytis Schott,  (6 spp.), Afrika, Borneo
3. Pseudohydrosme Engl., (4 spp.), Afrika